# Pterolophia bicolor
Pterolophia bicolor là một loài bọ cánh cứng trong họ Cerambycidae.